# Osowiec-Twierdza
Osowiec-Twierdza è una frazione polacca appartenente al comune di Goniądz del distretto di Mońki, nel voivodato della Podlachia. Al 2006 contava 630 abitanti.

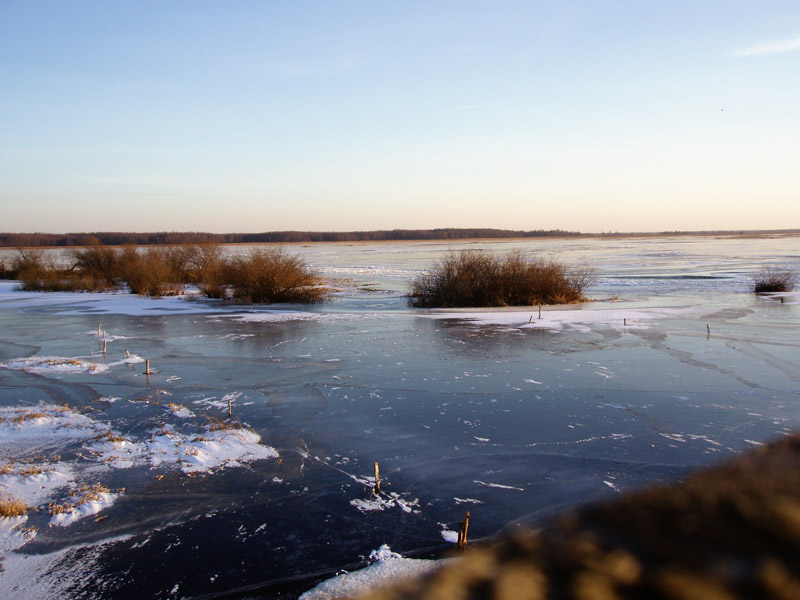
Fiume ghiacciato nelle vicinanze di Osowiec-Twierdza

Sul suo territorio nel XIX secolo è stata edificata, dalle truppe zariste, la fortezza di Osowiec, baluardo di difesa dei confini dell'impero russo da quelli dell'impero tedesco; nel corso della prima guerra mondiale la fortezza è stata strenuamente e a lungo difesa dalle truppe zariste. Durante una battaglia della prima guerra mondiale le truppe nella fortezza furono attaccate dai tedeschi con clorammina, un gas tossico. Pensando che le truppe zariste fossero morte, gli i tedeschi iniziarono ad avanzare, mentre i russi, alcuni morenti per effetto del gas, riuscirono a contrattaccare in quella che è ricordata la Carica dei morti. 
La fortezza fu abbandonata dopo la prima guerra mondiale.
Una parte della fortezza è stata resa visitabile dai turisti e al suo interno ha sede la direzione del Parco nazionale Biebrza, il più grande dei parchi nazionali della Polonia.